# Post-théisme
Le post-théisme est une forme de non-théisme qui propose de sortir de l'opposition théisme contre athéisme, considérée comme obsolète, en actant que la croyance dans le concept de Dieu appartient à une période passée du développement de l'humanité.  
Le terme est utilisé par Frank Hugh Foster en 1918 qui voit dans l'émergence de la culture moderne une étape post-théiste dans laquelle l'humanité prend possession des pouvoirs créateurs qui avaient autrefois été projetés sur le concept de Dieu.
Denys Turner soutient que Karl Marx n'a pas soutenu l'athéisme comme supérieur au théisme, mais a rejeté les deux concepts, ce qu'il considère comme une vision à la fois post-théiste mais aussi post-athée. 